# Campeonato Panamericano Junior de Hockey Sobre Césped Femenino de 2005
El Campeonato Panamericano Junior de Hockey Sobre Césped Femenino de 2005  fue la quinta edición del torneo continental para menores de 21 años. Se realizó entre el 16 y el 27 de marzo de 2005 en San Juan, Puerto Rico. Fue la primera ocasión que el torneo se realizó en ese país.
Los tres equipos mejor ubicados se clasificaron a la Copa Mundial Junior de 2005.
Argentina ganó su quinto título panamericano seguido tras vencer en la final 3-1 a Estados Unidos.Chile venció en el partido por el tercer puesto a Canadá 2-1.

## Primera fase

### Grupo A
| Equipo               | PJ | PG | PE | PP | GF | GC | Dif | Pts |
| -------------------- | -- | -- | -- | -- | -- | -- | --- | --- |
| Argentina            | 5  | 5  | 0  | 0  | 53 | 0  | 53  | 15  |
| Chile                | 5  | 4  | 0  | 1  | 30 | 5  | 25  | 12  |
| México               | 5  | 3  | 0  | 2  | 20 | 10 | 10  | 9   |
| Jamaica              | 5  | 2  | 0  | 3  | 4  | 20 | -16 | 6   |
| Trinidad y Tobago    | 5  | 1  | 0  | 4  | 8  | 17 | -9  | 3   |
| República Dominicana | 5  | 0  | 0  | 5  | 0  | 63 | -63 | 0   |

| 16 de marzo de 2005 | Chile | 6:0     | Jamaica |                                           |                                           |
|                     |       | Reporte |         | Árbitra: Caroline Brunekreef Emma Simmons | Árbitra: Caroline Brunekreef Emma Simmons |

| 16 de marzo de 2005 | México | 15:0    | República Dominicana |                                    |                                    |
|                     |        | Reporte |                      | Árbitra: Lurah Hess Ayanna McClean | Árbitra: Lurah Hess Ayanna McClean |

| 16 de marzo de 2005 | Trinidad y Tobago | 0:8     | Argentina |                                    |                                    |
|                     |                   | Reporte |           | Árbitra: Rosario Ardanaz Erica May | Árbitra: Rosario Ardanaz Erica May |

| 17 de marzo de 2005 | República Dominicana | 0:8     | Trinidad y Tobago |                                            |                                            |
|                     |                      | Reporte |                   | Árbitra: Leslie Austin Caroline Brunekreef | Árbitra: Leslie Austin Caroline Brunekreef |

| 17 de marzo de 2005 | Argentina | 4:0     | Chile |                                   |                                   |
|                     |           | Reporte |       | Árbitra: Lurah Hess Wendy Stewart | Árbitra: Lurah Hess Wendy Stewart |

| 17 de marzo de 2005 | Jamaica | 0:2     | México |                                            |                                            |
|                     |         | Reporte |        | Árbitra: Christiane Hippler Nadia Gallardo | Árbitra: Christiane Hippler Nadia Gallardo |

| 19 de marzo de 2005 | Argentina | 21:0    | República Dominicana |                                       |                                       |
|                     |           | Reporte |                      | Árbitra: Ayanna McClean Leslie Austin | Árbitra: Ayanna McClean Leslie Austin |

| 19 de marzo de 2005 | Trinidad y Tobago | 0:1     | Jamaica |                                     |                                     |
|                     |                   | Reporte |         | Árbitra: Wendy Stewart Emma Simmons | Árbitra: Wendy Stewart Emma Simmons |

| 19 de marzo de 2005 | México | 1:2     | Chile |                                               |                                               |
|                     |        | Reporte |       | Árbitra: Caroline Brunekreef Beatriz Mongelos | Árbitra: Caroline Brunekreef Beatriz Mongelos |

| 20 de marzo de 2005 | República Dominicana | 0:16    | Chile |  |  |
|                     |                      | Reporte |       |  |  |

| 20 de marzo de 2005 | Jamaica | 0:12    | Argentina |                                       |                                       |
|                     |         | Reporte |           | Árbitra: Leslie Austin Ayanna McClean | Árbitra: Leslie Austin Ayanna McClean |

| 20 de marzo de 2005 | Trinidad y Tobago | 0:2     | México |                                      |                                      |
|                     |                   | Reporte |        | Árbitra: Beatriz Mongelos Lurah Hess | Árbitra: Beatriz Mongelos Lurah Hess |

| 22 de marzo de 2005 | México | 0:8     | Argentina |                                       |                                       |
|                     |        | Reporte |           | Árbitra: Wendy Stewart Ayanna McClean | Árbitra: Wendy Stewart Ayanna McClean |

| 22 de marzo de 2005 | República Dominicana | 0:3     | Jamaica |  |  |
|                     |                      | Reporte |         |  |  |

| 22 de marzo de 2005 | Chile | 6:0     | Trinidad y Tobago |                                  |                                  |
|                     |       | Reporte |                   | Árbitra: Emma Simmons Lurah Hess | Árbitra: Emma Simmons Lurah Hess |

### Grupo B
| Equipo         | PJ | PG | PE | PP | GF | GC | Dif | Pts |
| -------------- | -- | -- | -- | -- | -- | -- | --- | --- |
| Estados Unidos | 5  | 5  | 0  | 0  | 28 | 0  | 28  | 15  |
| Canadá         | 5  | 4  | 0  | 1  | 27 | 2  | 25  | 12  |
| Uruguay        | 5  | 3  | 0  | 2  | 15 | 6  | 9   | 9   |
| Barbados       | 5  | 2  | 0  | 3  | 16 | 12 | 4   | 6   |
| Bermudas       | 5  | 1  | 0  | 4  | 4  | 24 | -20 | 3   |
| Puerto Rico    | 5  | 0  | 0  | 5  | 0  | 46 | -46 | 0   |

| 16 de marzo de 2005 | Barbados | 2:0     | Bermudas |  |  |
|                     |          | Reporte |          |  |  |

| 16 de marzo de 2005 | Uruguay | 0:2     | Estados Unidos |                                            |                                            |
|                     |         | Reporte |                | Árbitra: Nadia Gallardo Christiane Hippler | Árbitra: Nadia Gallardo Christiane Hippler |

| 16 de marzo de 2005 | Canadá | 15:0    | Puerto Rico |  |  |
|                     |        | Reporte |             |  |  |

| 17 de marzo de 2005 | Estados Unidos | 6:0     | Barbados |  |  |
|                     |                | Reporte |          |  |  |

| 17 de marzo de 2005 | Bermudas | 0:8     | Canadá |  |  |
|                     |          | Reporte |        |  |  |

| 17 de marzo de 2005 | Puerto Rico | 0:7     | Uruguay |                                 |                                 |
|                     |             | Reporte |         | Árbitra: Emma Simmons Erica May | Árbitra: Emma Simmons Erica May |

| 19 de marzo de 2005 | Canadá | 0:1     | Estados Unidos |  |  |
|                     |        | Reporte |                |  |  |

| 19 de marzo de 2005 | Uruguay | 3:2     | Barbados |  |  |
|                     |         | Reporte |          |  |  |

| 19 de marzo de 2005 | Bermudas | 3:0     | Puerto Rico |                                         |                                         |
|                     |          | Reporte |             | Árbitra: Rosario Ardanaz Nadia Gallardo | Árbitra: Rosario Ardanaz Nadia Gallardo |

| 20 de marzo de 2005 | Barbados | 11:0    | Puerto Rico |                                    |                                    |
|                     |          | Reporte |             | Árbitra: Erica May Rosario Ardanaz | Árbitra: Erica May Rosario Ardanaz |

| 20 de marzo de 2005 | Estados Unidos | 9:0     | Bermudas |  |  |
|                     |                | Reporte |          |  |  |

| 20 de marzo de 2005 | Canadá | 1:0     | Uruguay |                                           |                                           |
|                     |        | Reporte |         | Árbitra: Caroline Brunekreef Emma Simmons | Árbitra: Caroline Brunekreef Emma Simmons |

| 22 de marzo de 2005 | Uruguay | 5:1     | Bermudas |                                                 |                                                 |
|                     |         | Reporte |          | Árbitra: Caroline Brunekreef Christiane Hippler | Árbitra: Caroline Brunekreef Christiane Hippler |

| 22 de marzo de 2005 | Puerto Rico | 0:10    | Estados Unidos |                                    |                                    |
|                     |             | Reporte |                | Árbitra: Rosario Ardanaz Erica May | Árbitra: Rosario Ardanaz Erica May |

| 22 de marzo de 2005 | Barbados | 1:3     | Canadá |  |  |
|                     |          | Reporte |        |  |  |

## Fase final

### Del 9° al 12°
| 23 de marzo de 2005 | Trinidad y Tobago | 5:0     | Puerto Rico |                                        |                                        |
|                     |                   | Reporte |             | Árbitra: Leslie Austin Rosario Ardanaz | Árbitra: Leslie Austin Rosario Ardanaz |

| 23 de marzo de 2005 | República Dominicana | 0:2     | Bermudas |                                   |                                   |
|                     |                      | Reporte |          | Árbitra: Erica May Ayanna McClean | Árbitra: Erica May Ayanna McClean |

### Decimoprimer puesto
| 26 de marzo de 2005 | Puerto Rico | 0:0 (4:3 p.) | República Dominicana |                                  |                                  |
|                     |             | Reporte      |                      | Árbitra: Erica May Leslie Austin | Árbitra: Erica May Leslie Austin |

### Noveno puesto
| 26 de marzo de 2005 | Trinidad y Tobago | 3:0     | Bermudas |                                           |                                           |
|                     |                   | Reporte |          | Árbitra: Rosario Ardanaz Beatriz Mongelos | Árbitra: Rosario Ardanaz Beatriz Mongelos |

### Del 5° al 8°
| 24 de marzo de 2005 | México | 4:1     | Barbados |                                         |                                         |
|                     |        | Reporte |          | Árbitra: Wendy Stewart Beatriz Mongelos | Árbitra: Wendy Stewart Beatriz Mongelos |

| 24 de marzo de 2005 | Jamaica | 0:2     | Uruguay |                                            |                                            |
|                     |         | Reporte |         | Árbitra: Christiane Hippler Nadia Gallardo | Árbitra: Christiane Hippler Nadia Gallardo |

### Séptimo puesto
| 26 de marzo de 2005 | Barbados | 3:0     | Jamaica |  |  |
|                     |          | Reporte |         |  |  |

### Quinto puesto
| 27 de marzo de 2005 | México | 0:0 (3:1 p.) | Uruguay |                                             |                                             |
|                     |        | Reporte      |         | Árbitra: Nadia Gallardo Caroline Brunekreef | Árbitra: Nadia Gallardo Caroline Brunekreef |

### Semifinales
| 24 de marzo de 2005 | Argentina | 3:2     | Canadá |                                  |                                  |
|                     |           | Reporte |        | Árbitra: Emma Simmons Lurah Hess | Árbitra: Emma Simmons Lurah Hess |

| 24 de marzo de 2005 | Chile | 1:2     | Estados Unidos |  |  |
|                     |       | Reporte |                |  |  |

### Tercer puesto
| 27 de marzo de 2005 | Canadá | 1:2     | Chile |                                        |                                        |
|                     |        | Reporte |       | Árbitra: Lurah Hess Christiane Hippler | Árbitra: Lurah Hess Christiane Hippler |

### Final
| 27 de marzo de 2005 | Argentina | 3:1     | Estados Unidos |  |  |
|                     |           | Reporte |                |  |  |

| Bandera de Argentina |
| Campeón Argentina    |
| Quinto título        |

## Posiciones
| Posición | Equipo               |
| -------- | -------------------- |
| 1        | Argentina            |
| 2        | Estados Unidos       |
| 3        | Chile                |
| 4        | Canadá               |
| 5        | México               |
| 6        | Uruguay              |
| 7        | Barbados             |
| 8        | Jamaica              |
| 9        | Trinidad y Tobago    |
| 10       | Bermudas             |
| 11       | Puerto Rico          |
| 12       | República Dominicana |